# Barbus traorei
Barbus traorei är en fiskart som beskrevs av Lévêque, Teugels och Thys van den Audenaerde, 1987. Barbus traorei ingår i släktet Barbus och familjen karpfiskar. IUCN kategoriserar arten globalt som starkt hotad. Inga underarter finns listade.